# Большой Хулымъёган
Большой Хулымъёган (устар. Большой Хулым-Юган, Большой Хулюмъёган; изредка Вон-Хулынгъёхан) — река на юге Приуральского района Ямало-Ненецкого автономного округа. Устье реки находится в 87 км по правому берегу реки Сухой Полуй. Длина реки составляет 116 км, площадь водосборного бассейна — 1600 км².
Имеет значительный левый приток Хулымъёган-Ёгарт, в 7 км по правому берегу впадает Малый Хулымъёган.

## Данные водного реестра
По данным государственного водного реестра России относится к Нижнеобскому бассейновому округу, водохозяйственный участок реки — Обь от впадения реки Северная Сосьва до города Салехард, речной подбассейн реки — бассейны притоков Оби ниже впадения Северной Сосьвы. Речной бассейн реки — (Нижняя) Обь от впадения Иртыша.
Код объекта — 15020300112115300032620.